# リトアニア中道党
リトアニア中道党（リトアニア語: Lietuvos centro partija、略称: LCP）は、かつて存在したリトアニアの政党である。

## 歴史

### 結党の経緯
2003年、リトアニア中道連合 (LCS) がリトアニア自由連合 (LLS) および現代キリスト教民主連合 (MKDS) と合併して自由中道連合 (LiCS) となることとなった。これに反対してLCSから離党したメンバーが中心となって、6月1日に国民中道党 (Nacionalinė centro partija) が結成された。その後、2005年5月21日（登録上は7月28日）にリトアニア中道党 (LCP) に名称変更した。

### 選挙での成果
2016年リトアニア議会選挙では、リトアニア年金受給者党とともに選挙連合「N・プテイキスとK・クリヴィツカスの反汚職連合」（Antikorupcinė N. Puteikio ir K. Krivicko koalicija、略称: APKK）を結成し、小選挙区で1議席を獲得した。なお、当選したナグリス・プテイキス中道党党首は、国会内では与党リトアニア農民・緑の連合会派に所属した。

### 党名変更と他党との合併
2019年10月26日、カウナスで行われた党大会で、党名を中道党「福祉リトアニア」 (Centro partija „Gerovės Lietuva“) に名称変更することを決定。
中道党「福祉リトアニア」とリトアニア人民族主義共和党との合併計画が浮上すると、中道党「福祉リトアニア」は2020年7月に中道党＝民族主義派 (Centro partija – tautininkai) に名称変更。
2021年、中道党＝民族主義派、リトアニア人民族主義共和党、ペトラス・グラジュリス率いる政治運動「リトアニアのために＝男たち！」 („Už Lietuvą – vyrai!“) が合併し、民族公正党（中道派、民族主義派）となることが発表された。2022年に合併プロセスが完了。ペトラス・グラジュリスが新党の党首に就任した。